# Pentimento
Pentimento (ital. pentimento, fra. un repentir) je ime za slikarjev naknadni popravek že delno dokončanega dela. Pravzaprav gre za kopijo, s katero umetnik popravi ali spremeni detajle ali večje dele slike, kar razkrije slojevit in pogosto ne ravno neposreden postopek ustvarjanja umetniškega dela.
Izraz izhaja iz italijanščine in izvirno pomeni 'pokesati se'.
Čeprav so pogosti, so pentimenti običajno nevidni s prostim očesom, razen kadar je izvirna risba prekrita s tako tanko plastjo barve, da reliefne konture potez čopiča ostanejo vidne ali če je barva, uporabljena za barvanje, sčasoma zbledela in postala delno prozorna.
Pentimente pa je mogoče relativno enostavno zaznati z rentgenskimi žarki ali s tehniko infrardeče reflektografije. Številna dela, ki so bila v zadnjih desetletjih na ta način raziskana, so pokazala, da so bili pentimenti zelo pogosti pri oljnem slikarstvu na platnu in pri velikih umetnikih, npr. Janu van Eycku, Tizianu, Caravaggiu in Rembrandtu.
Razlog za to je, da so stari mojstri sliko pogosto začeli delati brez pripravljalnih risb, popravljali morebitne pomanjkljivosti ali vnašali nove kompozicijske elemente 'spotoma', kopirali dele, s katerimi niso bili zadovoljni, tj. figurativno rečeno, 'kesanje', kar je izvirni pomen izraza pentimento.

## Primeri
Odličen primer pentimenta je slika Antonella da Messine Salvator Mundi, ki zaradi bledenja barve na dnu Kristusovega vratu, tik nad blagoslovno roko, kaže sled prvotno naslikane, pozneje preslikane srajce,  ki je tako nekoliko zmanjšana.
Picassova slavna slika Stari kitarist iz leta 1903 razkriva sledi prejšnje slike, naslikane na istem platnu pred sedanjo. Tudi s prostim očesom je nad starcem mogoče videti obrise ženskega obraza, ki pripada prejšnji sliki. Vendar to ni pentiment, temveč klasična kopija, h kateri so se zatekli številni slikarji, predvsem zaradi skromnih finančnih možnosti, v katerih so delali, glede na to, da nova grundirana, za slikanje pripravljena platna nikoli niso bila, predvsem pa včasih, poceni.
Izkazalo se je, da so se Caravaggiovi pentimenti izkazali še posebej slikoviti. Mahonova intuicija se je izkazala za povsem pravilno. Tako je na primer rentgensko slikanje Kvartopircev, ki jo je sir Denis Mahon leta 2006 kupil na dražbi kot delo neznanega prerisovalca po Caravaggiu, pokazalo, da je bil obraz enega od dveh prikazanih goljufov popolnoma naslikan, preden je slikar nanj narisal klobuk. Ta preslikava – pentimento, je bila zadnji dokaz, da je bila slika, ki jo je Mahon kupil, pravzaprav izvirnik Caravaggia, ker slikar-prerisovalec pri svojem delu nikoli ne ustvarja takšnih kreativnih sprememb.